# 航空機生産大臣
航空機生産大臣(こうくうきせいさんだいじん、英語: Minister of Aircraft Production)は、イギリス政府により第二次世界大戦中に設立された内閣の役職である。航空機生産省のトップを担い、名前の通りイギリスの航空機、特にイギリス空軍やその中の艦隊航空隊などで使用される航空機の生産事業関連を担当した。

## 概要
ドイツ空軍とイギリス空軍とのバトル・オブ・ブリテンに伴い発生した航空機不足を補うため、時のイギリス首相ウィンストン・チャーチルが1940年、自身が首相を務めた第1次チャーチル内閣とともに設立した。初代航空機生産大臣であるビーヴァーブルック卿は就任後すぐに航空機生産を統括し、生産拡大・増加を成功させた。

## 廃止
航空機生産省は長続きしなかった。第二次世界大戦終結とともに役目が減っていき、1945年8月からは航空機生産大臣と軍需大臣を兼ねるようになった。
1946年4月1日に軍需省に吸収され、同時に航空機生産大臣も廃止となった。

## 歴代大臣
- 初代ビーヴァーブルック男爵 (1940年5月14日 - 1941年5月1日)
- ジョン・ムーア＝ブラバゾン (1941年5月1日 - 1942年2月22日)
- ジョン・ジェスティン・ルーエリン（英語版） (1942年2月22日 -  1942年11月22日)
- サー・スタッフォード・クリップス (1942年11月22日 - 1945年5月25日)
- アーネスト・ブラウン（英語版） (1945年5月25日 - 1945年7月26日)